# Вибори Президента України 1991
Перші Вибори Президента України відбулись 1 грудня 1991 року. Використовувалася система абсолютної більшості. У разі відсутності кандидата, що набрав абсолютну більшість від числа тих, що взяли участь у виборах, передбачався 2-й тур, у якому б змагалися двоє, що набрали найбільше голосів. Але 2-й тур не знадобився. Леонід Кравчук посів 1-ше місце у всіх регіонах, за винятком трьох областей Галичини, де переміг В'ячеслав Чорновіл.
Референдум про незалежність відбувся в той же день, понад 90% проголосували за відокремлення від СРСР. Всі шість кандидатів у президенти підтримували незалежність і агітували за пункт «так» на референдумі.

## Історія
Хоча в президентських виборах 1991 р. Рада «Товариства української мови» постановила, не обмежуючи власної думки членів організації та первинних осередків, підтримувати кандидатуру В'ячеслава Чорновола, «Просвіта» допомагала збирати також підписи за реєстрацію Левка Лук'яненка та Ігоря Юхновського, до останку сподіваючись, що кандидати національно-демократичного спрямування зможуть об'єднати свої зусилля в змаганнях за найвищу державну посаду.

## Результати
Результати кандидатів, що набрали найбільшу кількість голосів виборців:

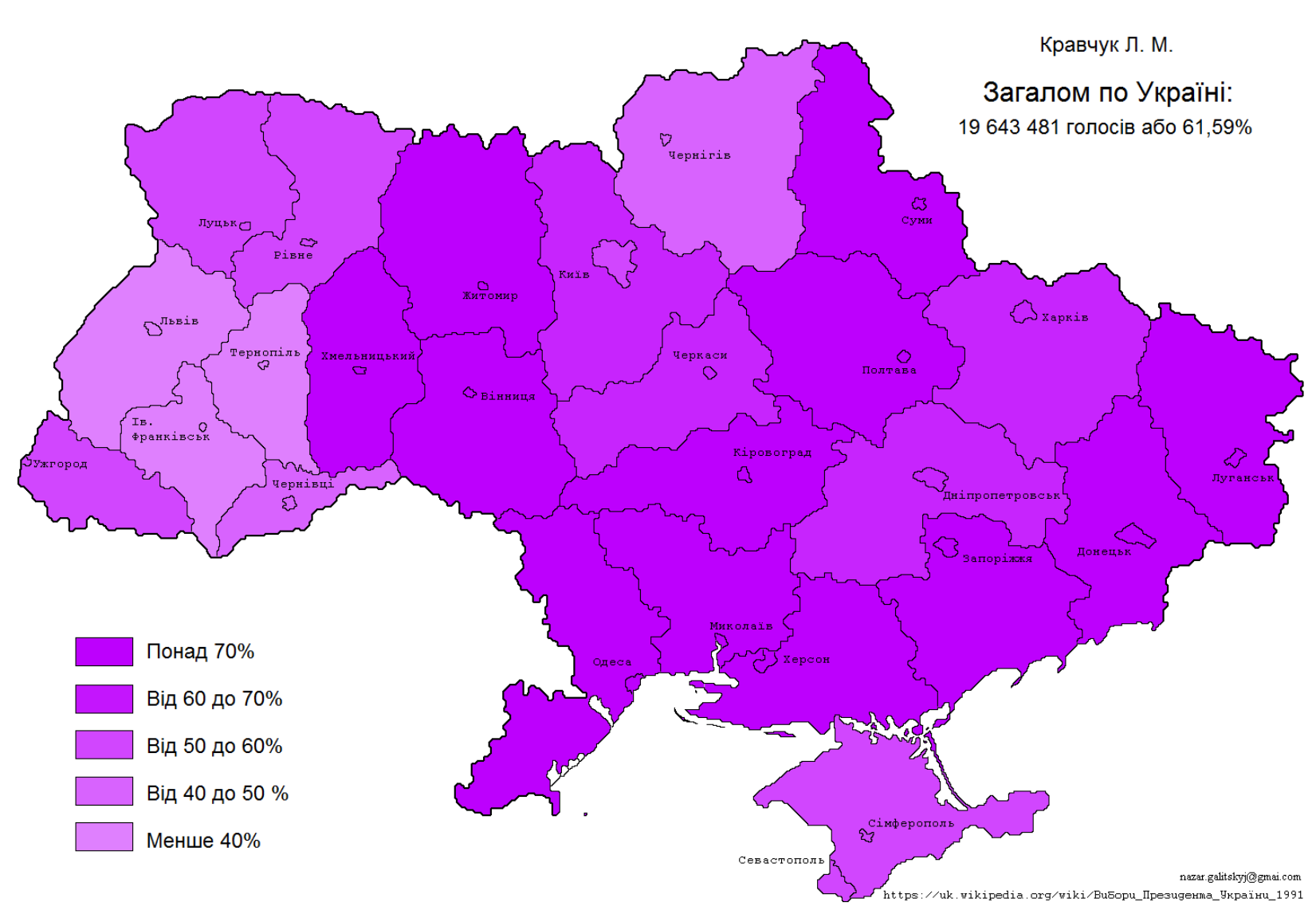
Рівень підтримки Кравчука Л. М. по областях

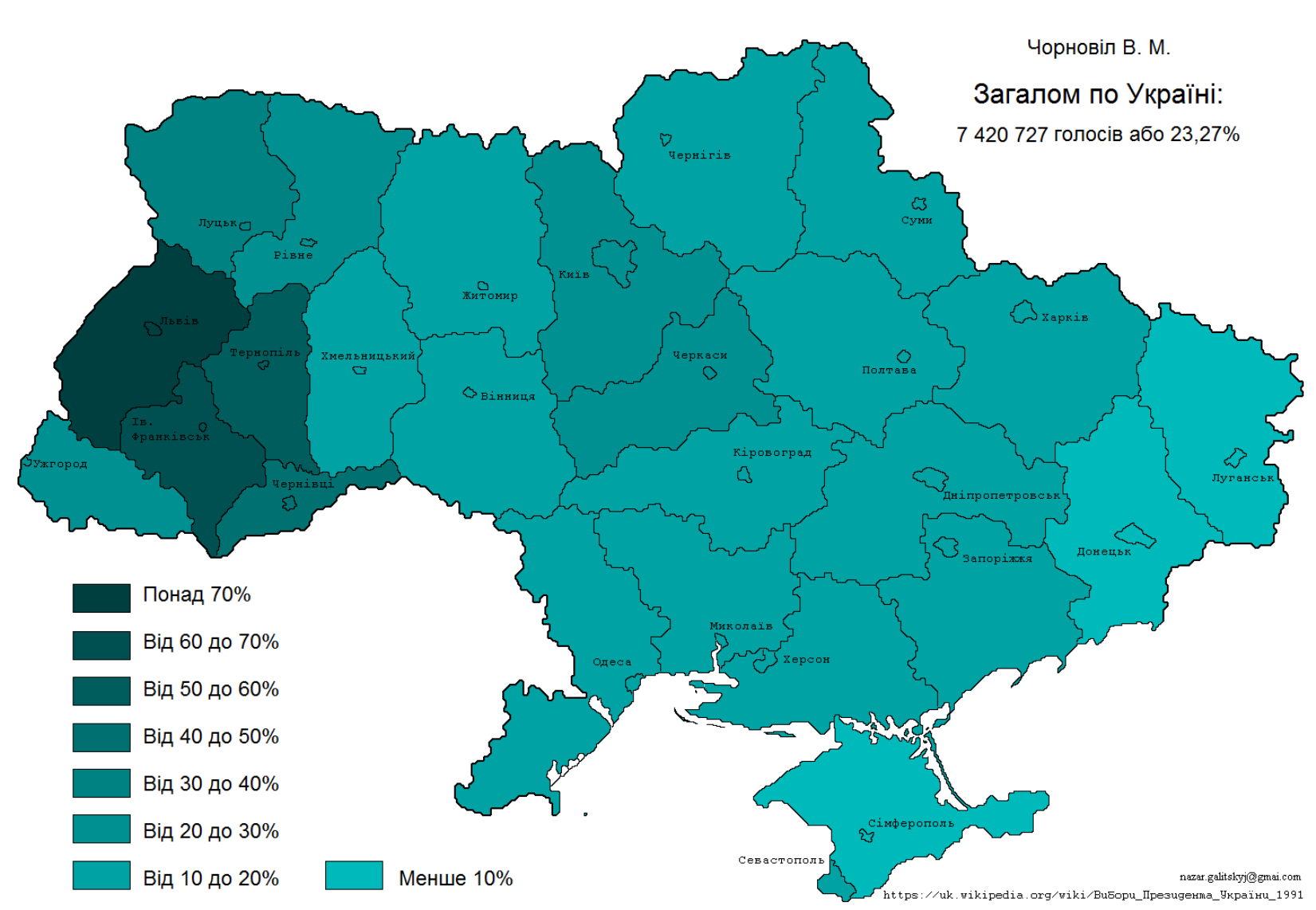
Рівень підтримки Чорновола В. М. по областях

| Кандидат                       | Кількість голосів | %     | Висунення                                 |
| ------------------------------ | ----------------- | ----- | ----------------------------------------- |
| Кравчук Леонід Макарович       | 19 643 481        | 61,59 | Самовисування                             |
| Чорновіл В'ячеслав Максимович  | 7 420 727         | 23,27 | Народний рух України                      |
| Лук'яненко Левко Григорович    | 1 432 556         | 4,49  | Українська республіканська партія         |
| Гриньов Володимир Борисович    | 1 329 758         | 4,17  | Партія демократичного відродження України |
| Юхновський Ігор Рафаїлович     | 554 719           | 1,74  | Самовисування                             |
| Табурянський Леопольд Іванович | 182 713           | 0,57  | Народна партія                            |
| Проти всіх/недійсні            | 1 327 788         | 4,07  |                                           |
| Всього                         | 31 891 742        | 100   |                                           |
| Зареєстровані виборці/явка     | 37 885 555        | 84,18 |                                           |

| Регіон            | Кравчук | Чорновіл | Лук'яненко | Гриньов | Юхновський | Табурянський |
| ----------------- | ------- | -------- | ---------- | ------- | ---------- | ------------ |
| Кримська АРСР     | 56,63   | 8,03     | 1,93       | 9,43    | 0,9        | 0,86         |
| Вінницька         | 72,34   | 18,21    | 3,26       | 1,39    | 1,62       | 0,36         |
| Волинська         | 51,65   | 31,39    | 8,90       | 0,83    | 3,25       | 0,34         |
| Дніпропетровська  | 69,74   | 18,15    | 2,47       | 3,24    | 1,21       | 1,85         |
| Донецька          | 71,47   | 9,59     | 3,11       | 10,96   | 0,93       | 0,71         |
| Житомирська       | 77,59   | 13,97    | 3,30       | 1,12    | 1,08       | 0,35         |
| Закарпатська      | 58,03   | 27,58    | 4,98       | 1,32    | 2,83       | 0,39         |
| Запорізька        | 74,73   | 12,98    | 3,07       | 3,87    | 1,32       | 0,65         |
| Івано-Франківська | 13,70   | 67,10    | 11,81      | 0,56    | 3,32       | 0,14         |
| Київська          | 65,99   | 21,23    | 5,62       | 1,68    | 1,51       | 0,48         |
| Кіровоградська    | 74,77   | 15,55    | 3,54       | 1,66    | 1,06       | 0,55         |
| Луганська         | 76,23   | 9,94     | 2,01       | 6,75    | 0,74       | 0,52         |
| Львівська         | 11,50   | 75,86    | 4,70       | 0,83    | 4,43       | 0,18         |
| Миколаївська      | 72,33   | 15,06    | 2,26       | 5,63    | 0,69       | 0,39         |
| Одеська           | 70,69   | 12,83    | 2,77       | 8,38    | 1,13       | 0,52         |
| Полтавська        | 75,05   | 13,63    | 4,21       | 2,46    | 1,26       | 0,61         |
| Рівненська        | 53,07   | 25,65    | 13,38      | 0,80    | 3,57       | 0,43         |
| Сумська           | 72,35   | 14,73    | 3,88       | 2,53    | 1,81       | 0,52         |
| Тернопільська     | 16,79   | 57,45    | 19,60      | 0,43    | 3,19       | 0,18         |
| Харківська        | 60,85   | 19,66    | 2,08       | 10,90   | 0,97       | 0,44         |
| Херсонська        | 70,23   | 18,13    | 2,23       | 3,27    | 0,97       | 0,54         |
| Хмельницька       | 75,46   | 15,40    | 3,25       | 1,19    | 1,56       | 0,42         |
| Черкаська         | 67,14   | 25,03    | 1,96       | 1,35    | 0,98       | 0,38         |
| Чернівецька       | 43,56   | 42,67    | 4,40       | 1,42    | 1,97       | 0,42         |
| Чернігівська      | 74,15   | 12,34    | 6,69       | 1,46    | 0,9        | 0,4          |
| Київ              | 56,13   | 26,71    | 6,36       | 3,54    | 3,53       | 0,54         |
| Севастополь       | 54,68   | 10,93    | 1,80       | 8,38    | 0,89       | 0,84         |
| Україна           | 61,59   | 23,27    | 4,49       | 4,17    | 1,74       | 0,57         |